# Chloromyxum striatellus
Chloromyxum striatellus is een microscopische parasiet uit de familie Chloromyxidae. Chloromyxum striatellus werd in 1988 beschreven door Kovaljova. 